# Bláthy Ottó Titusz Informatikai Szakgimnázium
A Budapesti Műszaki Szakképzési Centrum Bláthy Ottó Titusz Informatikai Szakgimnáziuma Budapest egyik állami fenntartású középiskolája.

## Rövid története
Az iskola múltja 1967-ig nyúlik vissza, amikor mint III. kerületi Ipari szakközépiskola megalakult, 1970-től Fővárosi Tanács Ipari Szakközépiskola, 1976-tól Erősáramú Szakközépiskola néven működött.. Az intézmény évtizedek során több oktatási-képzési profilváltáson és ezzel összefüggésben több névváltozáson ment keresztül. Utoljára 2007. július 1-jén történt lényegesebb változás: ettől az időponttól kezdve az iskola az egykori Kalmár László Számítástechnikai Szakközépiskola jogutódja.
Az iskolában emelt- és középszintű érettségire történő felkészítés, informatika szakmacsoportos alapozó képzés és érettségi utáni szakképzés folyik. Szakképesítést a következő szakmákban lehet szerezni:
- gazdasági informatikus
- rendszerinformatikus,
- számítástechnikai programozó.

Az intézmény az Óbudai Egyetem Neumann János Informatikai Főiskolai Karával − mint a CISCO Központi Hálózati Akadémiájával kötött együttműködési szerződés értelmében Helyi CISCO Hálózati Akadémiaként, a Neumann János Számítógép-tudományi Társasággal kötött megállapodás alapján pedig ECDL vizsgaközpontként is működik.
A szakgimnáziumban nyelvi előkészítő osztály is működik.

## Földrajzi elhelyezkedése
Az iskola Budapest III. kerületében fekszik szép, zöldövezeti környezetben. Vonzáskörzetünkben – a kerületben és a szomszédos kerületekben – azonos profilú szakiskola nem található. Állami fenntartásban működő másik négy évfolyamos gimnázium a III. kerületben nincs, legközelebb a II. kerületben található.